# Viñuela
Viñuela – gmina w Hiszpanii, w prowincji Malaga, w Andaluzji, o powierzchni 27,22 km². W 2011 roku gmina liczyła 2040 mieszkańców.